# Water Island
Water Island is het vierde eiland van de Amerikaanse Maagdeneilanden met een oppervlakte van 2,6 km². Het ligt ten zuiden van het eiland Saint Thomas in de baai voor Charlotte Amalie. Water Island was een privé-eiland. In 1917 werd Deens-West-Indië door de Verenigde Staten gekocht met uitzondering van Water Island. In 1939 werd grond gehuurd door de United States Navy voor een basis, en tijdens de Tweede Wereldoorlog werd meer grond gehuurd. Op 19 juni 1944 werd het gehele eiland verkocht aan het United States Department of Defense.
De belangrijkste attracties zijn de stranden en het gedeeltelijke ondergronds aangelegde Fort Segarra uit de Tweede Wereldoorlog.

## Geschiedenis
Water Island werd oorspronkelijk bewoond door Taíno inheemsen die in 16e eeuw vier kampen op het eiland bewoonden. Er was drinkwater op het eiland, en het werd waarschijnlijk bezocht door piraten. In 1807 werd Water Island voor het eerst vermeld toen kapitein Archibald Kerr een plantage met 29 slaven kocht. In 1819 werd door Kerr de rest van het eiland gekocht. In 1812 werd het eiland bezet door het Verenigd Koninkrijk, waar tijdens het Congres van Wenen weer teruggegeven.
In 1917 werd Deens-West-Indië door de Verenigde Staten gekocht met uitzondering van Water Island, omdat het privébezit was. In 1939 werd grond gehuurd door de United States Navy voor een basis, en tijdens de Tweede Wereldoorlog werd meer grond gehuurd. Op 19 juni 1944 werd het gehele eiland verkocht aan het United States Department of Defense. Op 12 december 1996 werd Water Island een onderdeel van de Amerikaanse Maagdeneilanden.
In het oosten van het eiland bevindt zich Sprat Bay, een gated community (afgesloten gemeenschap), met privé-strand.

## Fort Segarra
In 1944, na de aanschaf van Water Island, werd begonnen met de aanleg van Fort Segarra, een ondergronds fort om de onderzeeboothaven van Saint Thomas te beschermen. Het fort was onder constructie tijdens het einde van de Tweede Wereldoorlog, en in 1946 werd de bouw stilgelegd. Tussen 1948 en 1950 werd het gebruikt voor het testen van chemische wapens. Het testterrein is verboden toegang, maar het fort is te bezichtigen.

## Transport
Water Island is per boot te bereiken. Er vaart overdag een veerboot tussen Water Island en Crown Bay Marina op Charlotte Amalie. De boottocht duurt ongeveer 10 minuten.

## Galerij

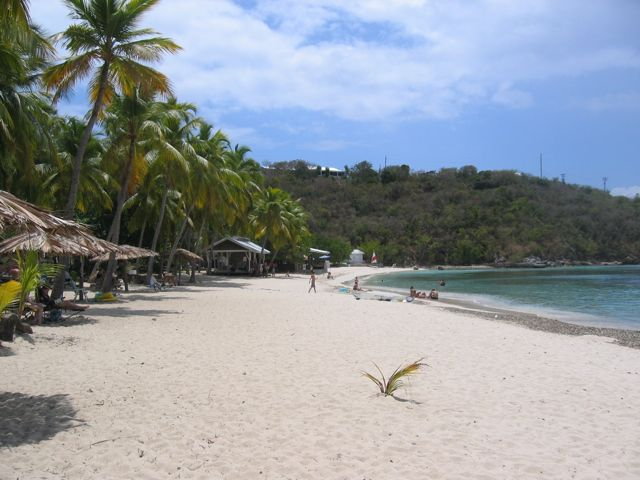
Honeymoon Beach
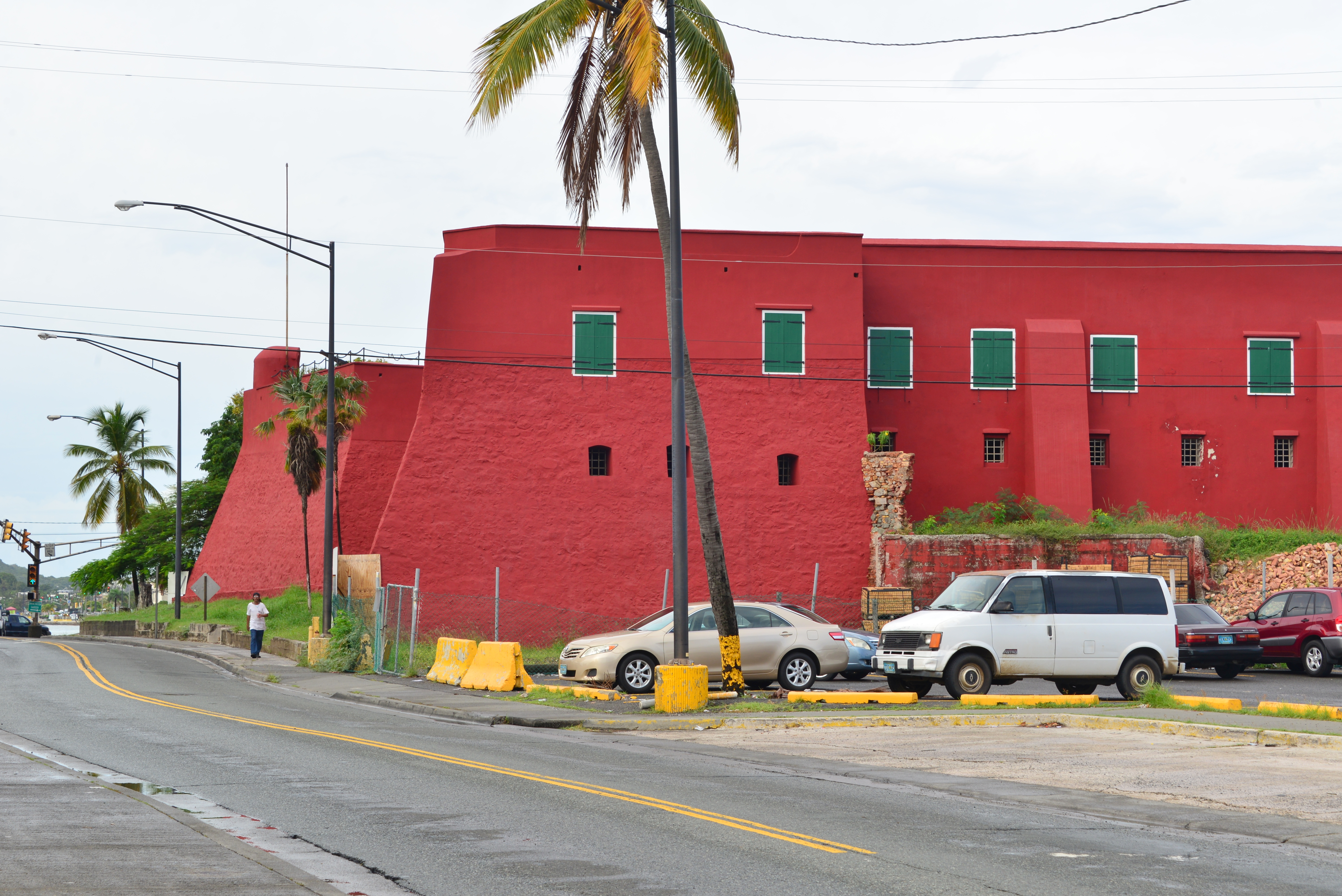
Straat in Water Island
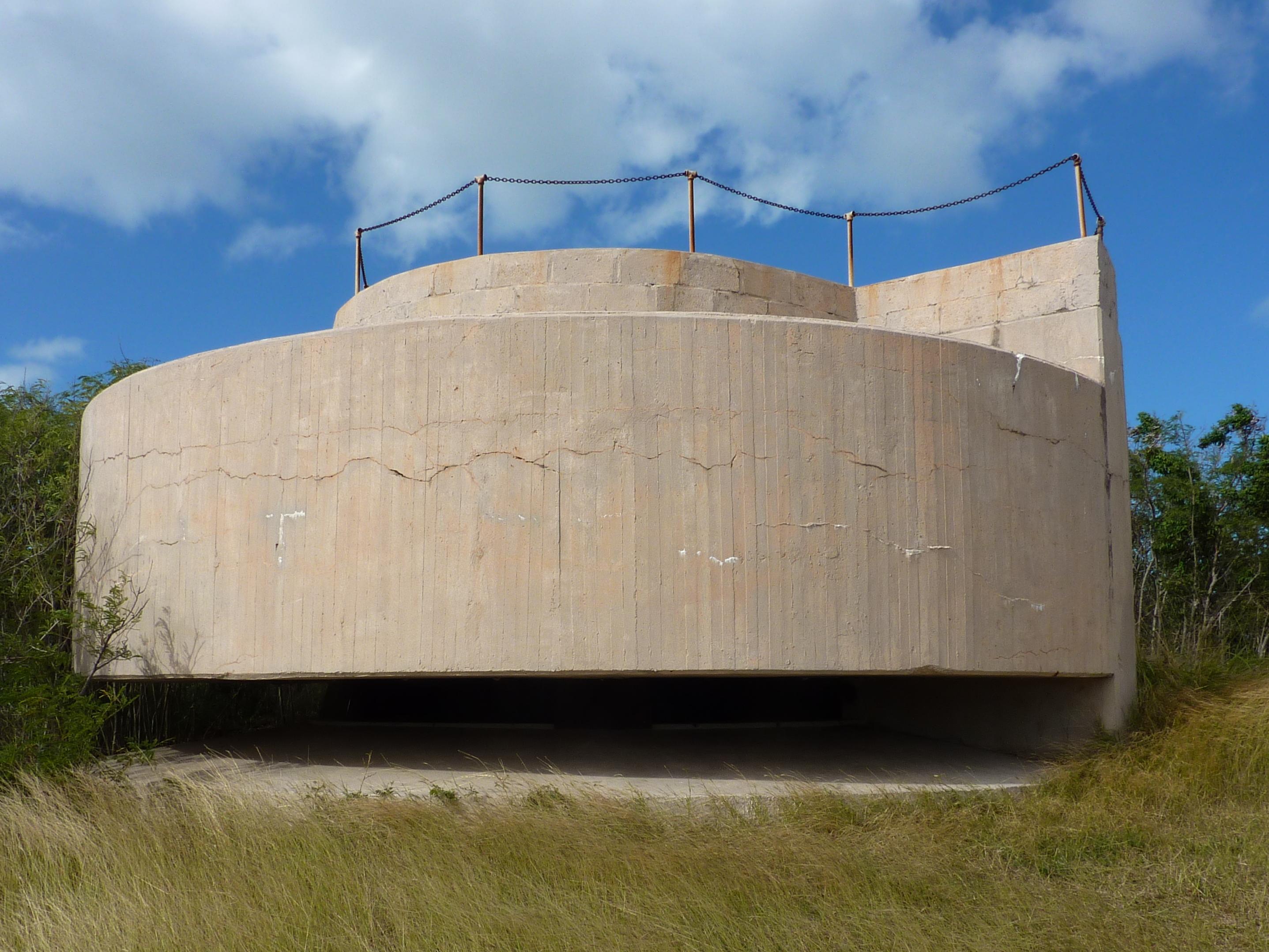
Fort Segarra
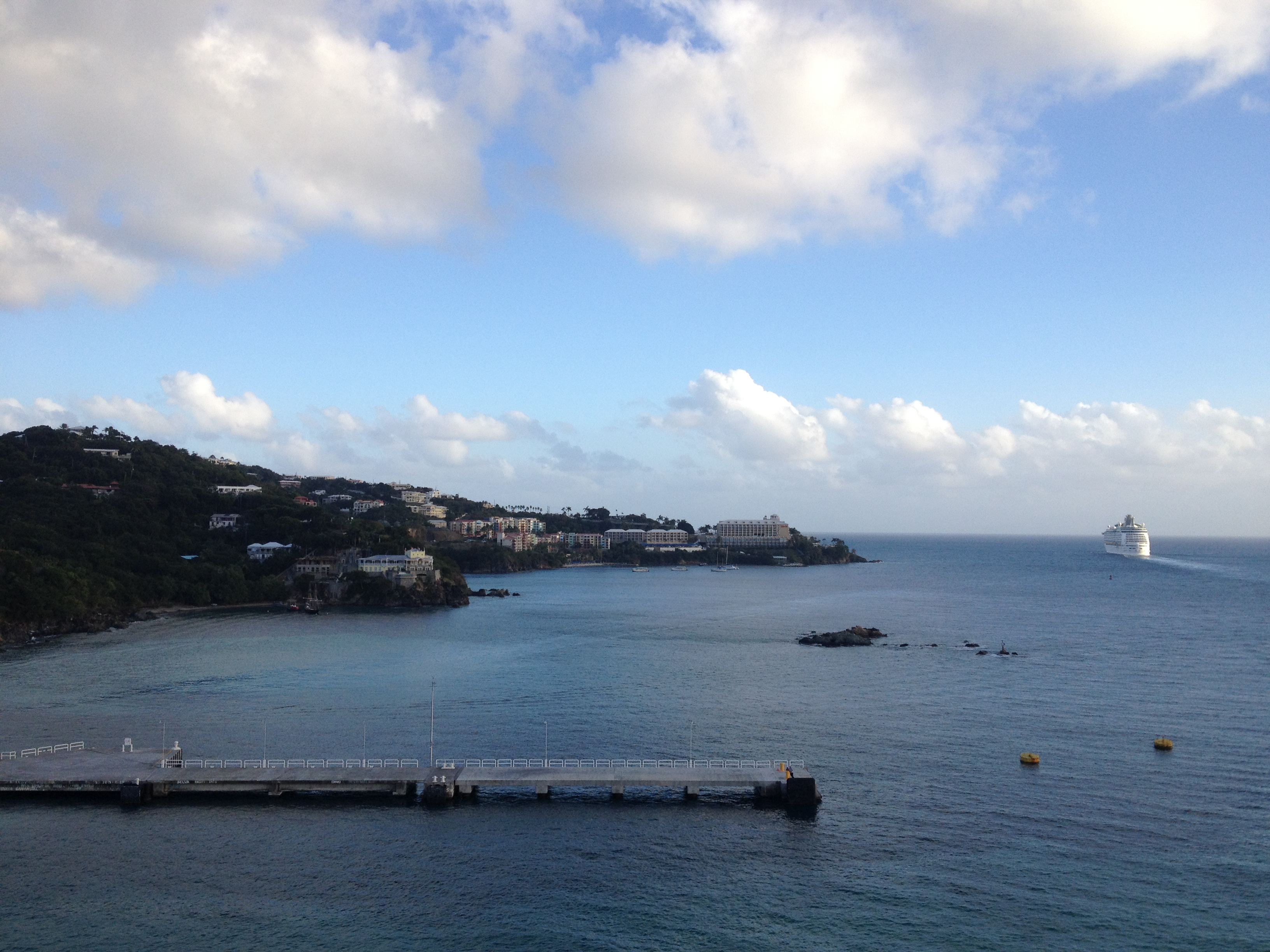

- Library of Congress Control Number: sh88003420
- Nationale Bibliotheek van Israël: 987007541625005171
- Virtual International Authority File: 315162263

Saint Croix · Saint John · Saint Thomas

Buck Island (Saint Croix) · Great Hans Lollik · Great Saint James · Hassel Island · Little Saint James · Protestant Cay · Thatch Cay · Water Island